# Львы для ягнят
«Львы для ягнят» (англ. Lions for Lambs) — фильм режиссёра Роберта Редфорда. В Северной Америке картина вышла 9 ноября 2007 года. Фильм является первым опытом сотрудничества Тома Круза с компанией United Artists.

## Сюжет
У фильма два подзаголовка: 
«If you don’t STAND for something, you might FALL for anything»
 (Если у тебя нет убеждений — тебя убедят в чём угодно) 
 и 
«What do you: live…die…fight…stand for?»
 (Ради чего ты живёшь… умираешь… борешься?).
В фильме одновременно разворачиваются три истории. Сенатор с Капитолийского холма Джаспер Ирвинг (Том Круз) пригласил тележурналистку Жанин Рот (Мерил Стрип), чтобы заявить о новой военной стратегии войск США в Афганистане. Он надеется, что положительная статья Рот об этой кампании убедит людей в правильности действий правительства. Однако журналистку терзают сомнения, и она не хочет становиться инструментом правительственной пропаганды.
В это же время профессор Мэлли, преподающий политологию (Роберт Редфорд), старается убедить подающего большие надежды студента не бросать учёбу, приводя в пример двух бывших студентов, ушедших в армию.
Эти два студента сейчас находятся в Афганистане под огнём талибов как раз в соответствии со стратегией Ирвинга.

## В ролях
| Актёр          | Роль                     |
| -------------- | ------------------------ |
| Роберт Редфорд | Стивен Мэлли (профессор) |
| Мерил Стрип    | Жанин Рот (журналистка)  |
| Том Круз       | Джаспер Ирвинг (сенатор) |
| Эндрю Гарфилд  | Тодд Хейес (студент)     |
| Майкл Пенья    | Эрнест Родригес (солдат) |
| Дерек Люк      | Ариан Финч (солдат)      |
| Питер Берг     | подполковник Фалько      |
| Кевин Данн     | редактор АНХ             |

## Съёмочная группа
- Режиссёр: Роберт Редфорд
- Продюсеры: Мэттью Майкл Карнахан (Matthew Michael Carnahan), Трейси Фалко (Tracy Falco), Эндрю Хауптман (Andrew Hauptman), Роберт Редфорд
- Исполнительный продюсер: Дэниел Люпи (Daniel Lupi)
- Сценарист: Мэттью Майкл Карнахан
- Оператор: Филипп Руссело (Philippe Rousselot)
- Композитор: Марк Айшем (Mark Isham)
- Монтаж: Джо Хатшинг (Joe Hutshing)
- Художник-постановщик: Ян Рёльфс (Jan Roelfs)
- Художник по костюмам: Мэри Зофрис

Производство компании United Artists, Andell Entertainment, Brat Na Pont Productions, Cruise/Wagner Productions, Wildwood Enterprises.

## Художественные особенности
Название фильма происходит из фразы одного немецкого офицера, сказанной во время Первой мировой войны. Германские солдаты хвалили мужество британской пехоты и насмехались над командирами, пускавшими в расход эту пехоту тысячами. Германский генерал писал: «Я ещё никогда не видел, как ягнята командуют львами».
Съёмки фильма начались в январе 2007 года. Картина является первым опытом сотрудничества Тома Круза и Паулы Вагнер с компанией United Artists.

## Прокат и кассовые сборы
В Египте, Сербии и на Филиппинах фильм вышел в прокат 7 ноября 2007 года, в Австралии, Израиле и России — 8 ноября 2007 года, в Аргентине, Греции и Перу — 15 ноября 2007 года.
Фильм собрал 6,7 млн.$ за первую неделю проката в США, что намного меньше, чем ожидали создатели картины. В Великобритании «Львы для ягнят» собрали около 1,4 млн.$. Всего же за пределами США фильм собрал около 10,3 млн.$.
Итоговые сборы: в Испании — ~$6,57 млн; в Мексике — ~$2,43 млн; в Португалии — ~$0,51 млн; в России — ~$0,58 млн; в США — ~$15 млн; в Японии — ~$5,96 млн; в мире — ~$64 млн.

## Рецензии
- Григорьев В. Рецензия фильма Львы для ягнят // О кино.орг (15 января 2008 г.). — 30.08.2008.
- Заварова Н. Львы для ягнят: Добрый пастырь // Кинокадр.ру (11 ноября 2007 г.). — 30.08.2008.
- Зельвенский С. «Львы для ягнят» (рецензия) // «Афиша» (9 ноября 2007 г.). — 30.08.2008.
- Кичин В. Робинзоны-добровольцы (Фильмы Римского фестиваля — о поколении беглецов от реальности) // «Российская газета». — 2007. — 26 октября. — № 4503. — 30.08.2008.
- Кэлхоун Д. Разговоры о политике // «TimeOut London». — 30.08.2008.
- Малюкова Л. Ягнята с их «Не могу молчать!» // «Новая газета» (15 ноября 2007 г.). — 30.08.2008.
- Шорохова Т. «Поколение Г» // ФилмЗ.ру (9 ноября 2007 г.). — 30.08.2008.